# ボニファティウス9世 (ローマ教皇)
ボニファティウス9世（Bonifacius IX, 1350年 - 1404年10月1日、在位：1389年 - 1404年）は、14世紀末から15世紀初め、教会大分裂の時期のローマ教皇である。ナポリの古い貴族の出で、本名はピエトロ・トマセッリ（Piero Tomacelli）。

## 生涯
1381年にウルバヌス6世により助祭枢機卿、1385年に司祭枢機卿となる。1389年のウルバヌス6世の死後教皇に選出され、イタリアの大部分と神聖ローマ帝国、イングランド、ハンガリー、ポーランドの支持を得る。しかしアヴィニョン対立教皇クレメンス7世は選出を認めず、ボニファティウス9世もクレメンス7世を破門したため分裂が長期化、1394年にクレメンス7世が死去、後を継いだ対立教皇ベネディクトゥス13世との話し合いも拒否したため一層長引いた。また、当初良好な関係だったローマとも対立し1398年にローマの支配権を握った。
1400年にローマ王ヴェンツェルが選帝侯に廃位、新たにループレヒトがローマ王に擁立された際、なかなかループレヒトを承認せず一時はループレヒトがローマ遠征を敢行（ループレヒトが財政難のため失敗に終わる）、1403年になって承認した。背景にはヴェンツェルらルクセンブルク家の様子を伺っていたため、内紛を起こした段階で承認を与える気になっていたからだが、1401年にヴェンツェルの弟でハンガリー王ジギスムントへの貴族反乱に付け込んで、1401年と1403年の2度にわたりラディズラーオ1世をハンガリー王に承認したため、ジギスムントが教皇のハンガリーからの資金供給や教会人事権を禁止、ハンガリーの支持を失った。また資金集めに手段を選ばず聖職売買、贖宥状販売や重税、ネポティズムに走ったことは悪名を残した。
1404年10月1日に死去。亡くなる前の9月にベネディクトゥス13世が分裂終息を話し合う使節団を派遣したが、話し合う気が無いボニファティウス9世は使節団と口論になり、聖職売買を非難されたため、興奮して倒れたことが死因とされる。次の教皇はインノケンティウス7世が選出されたが、この教皇もベネディクトゥス13世の話し合いを無視、分裂はまだ続くことになる。

## 在世中の出来事
- 1390年 - 第3の聖年。
- 1394年 - アヴィニョン対立教皇クレメンス7世の死去後にベネディクトゥス13世の選出。
- 1400年 - 第4の聖年、コロンナ家の反乱。8000の兵が蜂起しローマ教皇庁を攻撃するが鎮圧。